# コットン効果
コットン効果（コットンこうか、英: Cotton effect）は、物質の吸収帯近傍における旋光分散 (ORD) と円二色性 (CD) の一方あるいは両方の特徴的変化である。光が吸収される波長領域において、旋光度の絶対値は最初は波長にしたがって急激に変化し、吸収極大でゼロをまたぎ、その後再び波長にしたがって急激に最初とは逆向きに変化する。この現象はフランスの物理学者エメ・コットン（1869年–1951年）によって1895年に発見された。
コットン効果は、波長が減少するにつれて旋光度が初めに増加する場合（コットンによって最初に発見された）「正」のコットン効果と呼ばれ、旋光度が最初に減少する場合は「負」のコットン効果と呼ばれる。
β-シートやα-ヘリックスのようなタンパク構造は、それぞれ最大値199および205 nmで負のコットン効果を示す。不規則構造は正のコットン効果を示す。